# Benedetto (palatino)
Benedetto (in ungherese Benedek; ... – dopo il 1204), fu un potente nobile ungherese vissuto a cavallo tra il XII e il XIII secolo che ricoprì la carica di bano di Slavonia dal 1199 al 1200 e di palatino d'Ungheria dal 1202 al 1204. Fu un convinto sostenitore di re Emerico.

## Biografia

### Origini
Forse legato alla famiglia degli Osl, ebbe un figlio omonimo che operò in veste di vice-giudice reale nel 1221.
A causa della mancanza di fonti e della presenza di più aristocratici che avevano lo stesso nome di Benedetto in quel periodo, vi sono diverse difficoltà nel ricostruire le prime fasi della sua vita. In base alla situazione politica e alle poche informazioni disponibili, si è sostenuto che Benedetto fu un fedele sostenitore del re Emerico, il quale dovette affrontare una serie di ribellioni da parte del fratello minore, il duca Andrea, per tutta la durata del suo regno. Stando allo storico Attila Zsoldos, egli non corrispondeva a Benedetto, figlio di Korlát, il quale in vita fu voivoda di Transilvania, o a un altro nobile omonimo che deteneva il ruolo di ispán dopo il 1205, quando Andrea II ascese al trono ungherese.

### Palatino
Benedetto ricoprì come primo ruolo politico quello di ispán del comitato di Nitra nel 1198. Dopo che Emerico sconfisse l'esercito di Andrea vicino al lago Balaton nell'estate del 1199, costringendo il duca a fuggire in Austria, il re, in sostituzione di Nicola, nominò Benedetto quale bano di Slavonia, assumendo l'amministrazione delle province della Croazia e della Slavonia, allora appartenenti al ducato di Andrea. Contemporaneamente alla dignità di bano, Benedetto ricoprì anche la carica di ispán del comitato di Zala, allora parte del ducato di Slavonia. In qualità di bano, Benedetto donò il suo feudo di Vaška, nel comitato di Virovitica, ai Cavalieri Templari. Benedetto ricoprì entrambe le cariche fino al 1200, quando Emerico si riconciliò con il fratello minore e ad Andrea fu permesso di tornare nel suo ducato.
Successivamente, Benedetto amministrò il comitato di Bács nel 1201. Secondo un documento dalla dubbia autenticità, ricoprì l'incarico ancora nel 1202. Benedetto fu nominato Palatino d'Ungheria nel 1202, preservando la carica fino al 1204, alla morte di Emerico. Oltre a ciò, fu anche chiamato ispán del comitato di Bihar tra il 1202 e 1203. Benedetto fu il primo detentore della carica di palatino a esser definito semplicemente «palatinus» senza il prefisso o suffisso "comes" ("conte"). Risultò anche uno degli ultimi palatini di cui non si conosce alcun documento realizzato da lui.
Dopo la morte di Emerico nel 1204, Benedetto plausibilmente figurò tra i sostenitori del re infante Ladislao III e di sua madre, la regina Costanza d'Aragona, opponendosi alla reggenza di Andrea. Pertanto, quando Andrea II salì al trono nel 1205, Benedetto perse ogni influenza politica e non ottenne mai alcuna carica. Stando alla storica slovacca Angelika Herucová, Andrea II ebbe problemi a liberarsi di quella cerchia di nobili che in passato aveva goduto di grande capacità di manovra, motivo per cui non si può escludere che Benedetto avesse agito poi in veste di ispán di diversi comitati - Bodrog (1205), Sopron (1206-1208), Újvár (1209), quindi di Ung (1214) - né corrispondesse a quel Benedetto battezzato come "Anticristo", che governò la Galizia con brutalità per conto del re ungherese dal 1210 al 1211.